# Cavtat
Cavtat (wł. Ragusavecchia, gr. Επιδαυρος, niem. Alt Ragus) – wieś w Chorwacji, w żupanii dubrownicko-neretwiańskiej, siedziba gminy Konavle. W 2011 roku liczyła 2153 mieszkańców.

## Historia
W VI wieku p.n.e. powstała w tym miejscu grecka kolonia Epidaurus (lub Epidauros). Okolica była zamieszkana przez Ilirów, którzy nazywali miasto Zaptal. W 228 roku p.n.e. teren ten zajęli Rzymianie i zmienili nazwę na Epidaurum. Pamiątką po tym okresie są ruiny amfiteatru, rzymskiej willi oraz rzeźba Corneliusa Dolabella, gubernatora prowincji Illyricum. W 530 miało znajdować się tutaj biskupstwo. W VII wieku n.e. miasto zostało zniszczone przez Awarów i Słowian - ocalała ludność schroniła się na wyspie Lave, która z czasem rozwinęła się w miasto Ragusa.
W średniowieczu (od 1427 roku) Cavtat znalazł się w granicach Republiki Ragusy. Miasto oddzielono wtedy od lądu kanałem i zbudowano długie na 270 metrów mury miejskie, zburzone w 1894.
Obecnie jest to miejscowość turystyczna; odpływają z niej promy do Dubrownika oraz na okoliczne wyspy. Działa tutaj także morskie przejście graniczne dla statków i jachtów.

## Zabytki
- mauzoleum rodziny Račić (Mauzolej obitelji Račić) - ośmiokątna budowla z białego kamienia, wybudowana w latach 1920-1922,
- klasztor franciszkanów i kościół św. Błażeja z 1483 roku,
- barokowy kościół św. Mikołaja z 1732 roku[2],
- Pałac Rektorów, nazywany też Pałacem Kapitańskim (Knežev dvor) - renesansowy budynek z lat 1555-1558, do upadku Republiki Ragusy siedziba władz i kapitanatu portu.

## Miasta partnerskie
- Bochnia